# توماس لوكهارت
توماس لوكهارت هو سياسي أمريكي، ولد في 29 سبتمبر 1935 في كاسبر في الولايات المتحدة، وتوفي في 19 فبراير 2018. نشط حزبياً في الحزب الجمهوري. وقد انتخب عضو مجلس نواب وايومنغ ‏.